# Daniel Kroneberger
Daniel Ricardo Kroneberger (n. General Pico, 12 de junio de 1961) es un político argentino, perteneciente a la Unión Cívica Radical, que ejerció como intendente de la localidad de Colonia Barón, provincia de La Pampa, entre 1995 y 2005, y posteriormente como diputado de la Nación Argentina en representación del distrito pampeano entre 2005 y 2009, y nuevamente entre 2011 y 2019. Ese mismo año, se postuló como candidato radical a gobernador de La Pampa en las elecciones provinciales dentro de la coalición Cambiemos. Actualmente se desempeña como Senador Nacional por la mayoría.

## Primeros años
Kroneberger nació en General Pico, al norte de la provincia de La Pampa, el 12 de junio de 1961. Es descendiente de alemanes del Volga, lo que le valió el apodo de «Ruso». En 1979 se recibió de Técnico Electromecánico en una escuela técnica de Colonia Barón, localidad de cerca de 4.000 habitantes. Inició su militancia política en la Unión Cívica Radical (UCR), con la llegada de Raúl Alfonsín al liderazgo del partido y su victoria posterior en las elecciones presidenciales de 1983.

## Carrera política

### Intendencia de Colonia Barón (1995-2005)
Kroneberger se postuló por primera vez como candidato a intendente de Colonia Barón en las elecciones de 1987, con veintiséis años de edad, donde se ubicó en segundo puesto detrás de su oponente justicialista. Volvió a competir en las elecciones de 1995, ocho años más tarde, ganando la intendencia con más del 50% de los votos y marcando el inicio de veinte años de hegemonía radical en el gobierno municipal de la localidad. Resultó reelegido en 1999 y en 2003, en ambas ocasiones con márgenes abrumadores, que rozaron el 70% del escrutinio.

### Diputado Nacional (2005-2009, y 2011-2019)
Su papel como uno de los intendentes radicales mejor posicionados de la provincia le facilitó presentarse como precandidato de la Unión Cívica Radical a diputado nacional de cara a las renovación legislativa de medio término de 2005, en la que se renovaban tres bancas. Kroneberger se postuló con María del Carmen Campos, ex delegada normalizadora del PAMI de La Pampa, como compañera de fórmula. Las primarias internas del radicalismo tuvieron lugar el 9 de agosto con una participación bastante baja, resultando en un aplastante triunfo para la lista Kroneberger-Campos, que obtuvo 5.784 votos (45,17%) y superando ampliamente al exsecretario de Agricultura de la Nación Antonio Tomás Berhongaray, que logró 2.555 adhesiones (19,95%), el diputado saliente Juan Carlos Passo, que obtuvo 2.496 (19,49%) y el ex diputado provincial Francisco Torroba, que se ubicó en último lugar con 1.969 votos (15,39%).
Los comicios generales se realizaron el 23 de octubre con una reñida competencia entre el radicalismo y el justicialismo, este último oficialista y hegemónico en la provincia desde la democratización en 1983. La lista justicialista, encabezada por Manuel Justo Baladrón y secundada por Marta Lucía Osorio ganó finalmente con un 34,92% de los votos y dos bancas contra el 31,27% de la lista radical liderada por Kroneberger, que resultó elegido como tercer diputado para el período 2005-2009. El tercer puesto lo ubicó la alianza Encuentro integrada por la Afirmación para una República Igualitaria y el Partido Socialista, con un 13,94%. El radicalismo celebró la mejoría en sus resultados con respecto a las anteriores elecciones, pues se trató de su mejor desempeño en el distrito pampeano desde las elecciones de 1985. El gobernador justicialista Carlos Verna admitió posteriormente que la elección estuvo reñida debido a una «falta de acompañamiento» de los votantes independientes.
Entre las principales iniciativas presentadas por Kroneberger durante su primer período como diputado estuvo un proyecto de ley, aprobado con apoyo de sectores oficialistas y opositores en diciembre de 2006, que establece la necesidad de establecer una versión de las páginas oficiales en Internet a cargo del gobierno argentino especialmente programadas para personas que hubieran perdido total o parcialmente la visión. En marzo de 2007, presentó en conjunto con Federico Kenny (también diputado radical por La Pampa) un proyecto solicitando la reparación, repavimentación, señalización y mantenimiento de banquinas en la Ruta Nacional 35, entre Córdoba y La Pampa. Ese mismo año, de cara a las elecciones provinciales, Kroneberger se postuló como candidato radical a vicegobernador en fórmula con Juan Carlos Marino, apoyados por la coalición «Frente Pampeano Cívico y Social» (FrePam) con el Partido Socialista, Movimiento de Integración y Desarrollo, y el Partido del Frente. En los comicios del 28 de octubre de 2007, la fórmula Marino-Kroneberger se ubicó en segundo puesto logrando el 36,58% de los votos, un aumento de más de diez puntos con respecto a la elección anterior, pero de todas formas perdiendo por amplio margen ante la fórmula justicialista integrada por Oscar Mario Jorge y Luis Campo.
El 5 de julio de 2008, votó en contra del proyecto de Ley de Retenciones y Creación del Fondo de Redistribución Social enviado al Congreso por la presidenta Cristina Fernández de Kirchner, realizando un encendido discurso contrario, en el que manifestó que, como representante de una provincia pequeña de escasa densidad poblacional y ex intendente de una localidad de 5.000 habitantes, se sentía obligado a «defender los puestos de trabajo» de dichos habitantes, acusando al oficialismo de «continuar legislando para el corto plazo». Al año siguiente, aunque tenía intenciones de presentarse a la reelección, finalmente aceptó retirarse de las elecciones internas luego de que se promoviera la candidatura de Ulises Forte, a cambio de que este no disputara con Juan Carlos Marino la primera candidatura a senador nacional. Kroneberger justificó su retirada «por el bien del partido», rechazando la idea de tener que asumir luego «la responsabilidad de una derrota». Su gesto fue agradecido y elogiado por el propio Forte. Finalizado su mandato como diputado, Kroneberger se retiró de la actividad partidaria para dedicarse a la actividad privada por dos años.
En el año 2011, se postuló como candidato a diputado nuevamente por el radicalismo dentro del FrePam para las elecciones legislativas de ese año, en las cuales se renovaban dos bancas. El 14 de agosto se realizaron las elecciones Primarias, Abiertas, Simultáneas y Obligatorias (PASO), primera vez que se empleó dicho sistema. El FrePam fue la única coalición que realizó internas entre cuatro listas distintas. La lista encabezada por Kroneberger fue la «Lista B "Integración"», que obtuvo la victoria 17.256 votos contra 12.211 de la «Lista A "Juntos por La Pampa"» encabezada por Ricardo Consiglio, 11.539 de la «Lista C "Renovación y Cambio"» de Antonio Berhongaray, y 9.699 de la «Lista M "M.O.R.A - Movimiento Renovador Amplio"» de Josefina Díaz. En las elecciones generales, que se realizaron el 23 de octubre, Kroneberger resultó elegido con el 34,21% de los votos contra el 56,92% de la lista del Partido Humanista-Frente para la Victoria, por la que fue elegida María Luz Alonso. Kroneberger retornó a la cámara baja el 10 de diciembre de 2011. Sin embargo, pocas semanas después de asumir, fue internado en el Hospital Italiano de Buenos Aires, donde le fue detectado un linfoma de células de manto, por lo que debió pedir un permiso especial para recibir un tratamiento oncológico, convirtiéndose en el diputado con menor presencia parlamentaria del año 2012. A mediados del año, su secretario confirmó que, luego de haberse realizado un autotransplante de médula ósea y habiendo recibido tratamientos de quimioterapia, Kroneberger ya se hallaba recuperado y podría retornar a la actividad legislativa por el resto de su mandato.

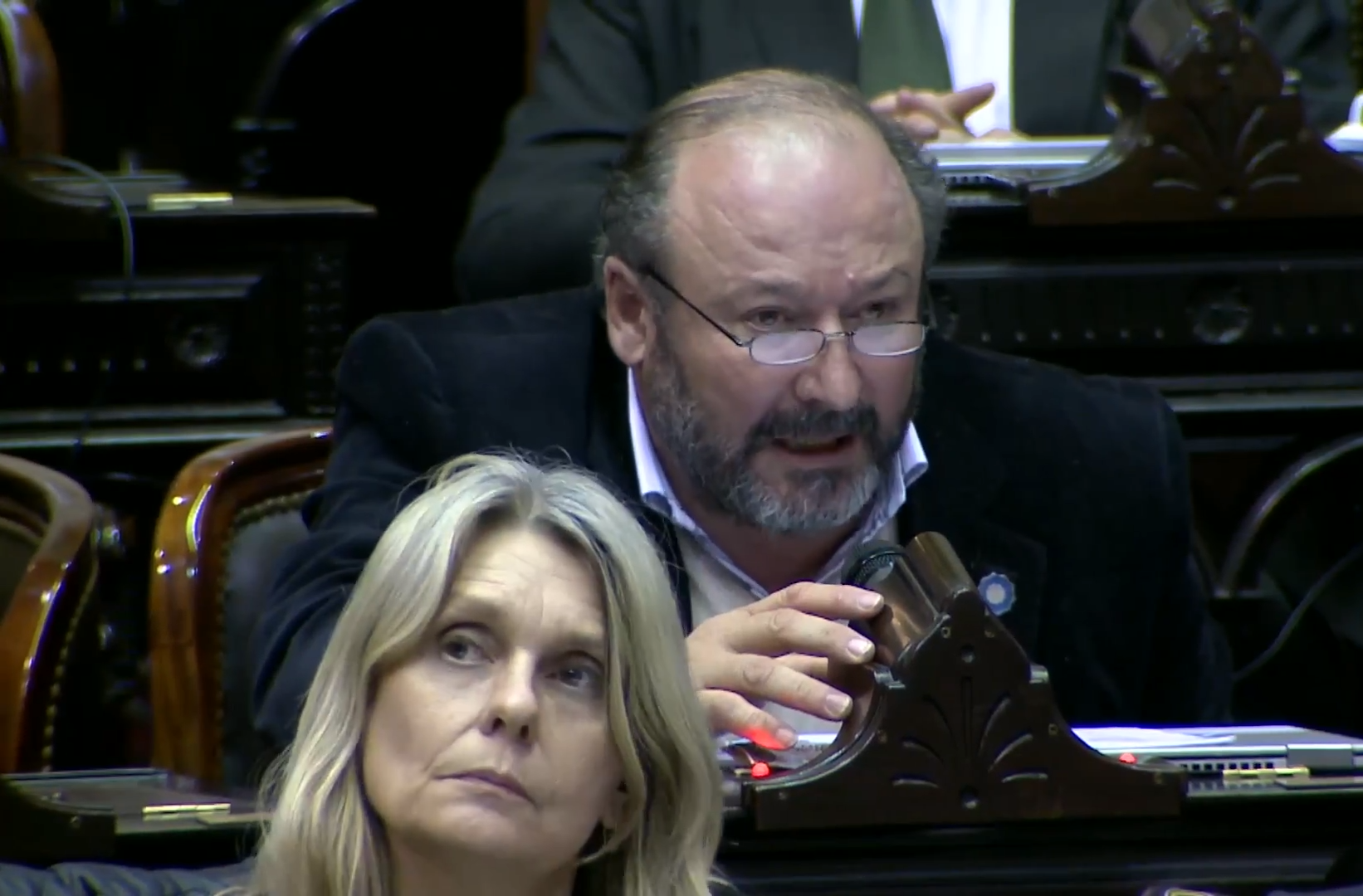
Kroneberger durante el debate del Proyecto de Ley de Interrupción Voluntaria del Embarazo, 13 de junio de 2018.

Kroneberger anunció en octubre de 2012 que, luego de un prolongado tratamiento, los estudios demostraban que estaba superando la enfermedad. Ese mismo mes, la dirigencia radical pampeana llegó a un acuerdo para elegir por consenso a Kroneberger como presidente del Comité Provincia del radicalismo, cargo que ejercería por cuatro años. En 2015, Kroneberger se presentó a la reelección, compitiendo en una nueva primaria abierta el 9 de agosto dentro del FrePam con Alicia Iris Ziegenfuhs como compañera de fórmula en la «Lista M "Juntos por La Pampa"», teniendo como oponentes solo a la «Lista C "Cambiemos La Pampa"» integrada por Martín Miguel Ardohain y Paulina Lescano. Kroneberger ganó la interna con 38.737 votos (54,22%) contra 32.708 (45,78%), pero la lista contraria obtuvo un porcentaje lo bastante abultado como para que Lescano fuese su compañera de fórmula en la elección general del 25 de octubre. Kroneberger fue finalmente reelegido para un tercer mandato con el 39,64% de los votos contra el 46,11% de la lista justicialista encabezada por Sergio Ziliotto. Durante el mandato subsiguiente, a pesar de su recuperación, se le consideró el noveno diputado más ausente para las votaciones en la cámara durante el siguiente período, participando en solo catorce de cuarenta y seis votaciones durante la primera mitad del año 2018.
A principios de junio de 2018, durante los días previos al debate del proyecto de Ley de Interrupción Voluntaria del Embarazo, se consideraba a Kroneberger como un legislador «indeciso» dentro del espacio de la alianza Cambiemos. El 11 de junio, días antes del debate, sugirió que probablemente votaría a favor del proyecto. Durante el debate, Kroneberger comenzó su discurso diciendo que su posición estaría «basada en la importancia de tratar de proteger a las dos vidas...» lo que provocó aplausos por parte de varios diputados contrarios a la legalización, para luego proseguir: «...y es por eso que voto a favor de la despenalización del aborto», desatando aplausos y risas aún más fuertes de diputados favorables. Kroneberger fundamentó su voto en la necesidad de poner fin al negocio en torno a los abortos clandestinos y a la desigualdad que generaba, llamando a una mejor aplicación de la educación sexual integral y a una adecuada contención para las mujeres que desearan abortar. Su voto contribuyó a la media sanción de la ley con 129 adhesiones, 125 oposiciones y una abstención; pero esta fue finalmente rechazada en el Senado en agosto del mismo año.

### Candidatura a gobernador de 2019
La idea de que Kroneberger se presentase como precandidato a la gobernación pampeana fue discutida con mucha anticipación, aproximadamente desde principios del año 2018. En abril de ese año, Kroneberger concedió una entrevista en la que criticó al gobierno provincial, encabezado por el justicialista Carlos Verna, considerando que intentaba «culpar de todos los males de la provincia al gobierno nacional» (encabezado por Mauricio Macri), y lamentó que la mayoría de la juventud pampeana acababa abandonando la provincia y emigrando a otras zonas del país en busca de empleos o estudio. Kroneberger afirmó que La Pampa se estaba convirtiendo en una provincia «estancada» y que era necesario buscar un modelo de desarrollo en el que el estado provincial dejara de ser el principal empleador. Aunque inicialmente se esperaba que el gobernador Carlos Verna se postulara para un segundo mandato (el tercero no consecutivo), este confesó el 6 de septiembre de 2018 que padecía de cáncer de hueso con un diagnóstico de metástasis, debiendo someterse a un duro tratamiento, por lo que decidió no presentarse a la reelección y debió tomar licencia durante gran parte de su último año de mandato. Finalmente, el 22 de noviembre, el Partido Justicialista de La Pampa consensuó la candidatura del diputado Sergio Ziliotto, que ya había competido contra Kroneberger en las elecciones legislativas de 2015.

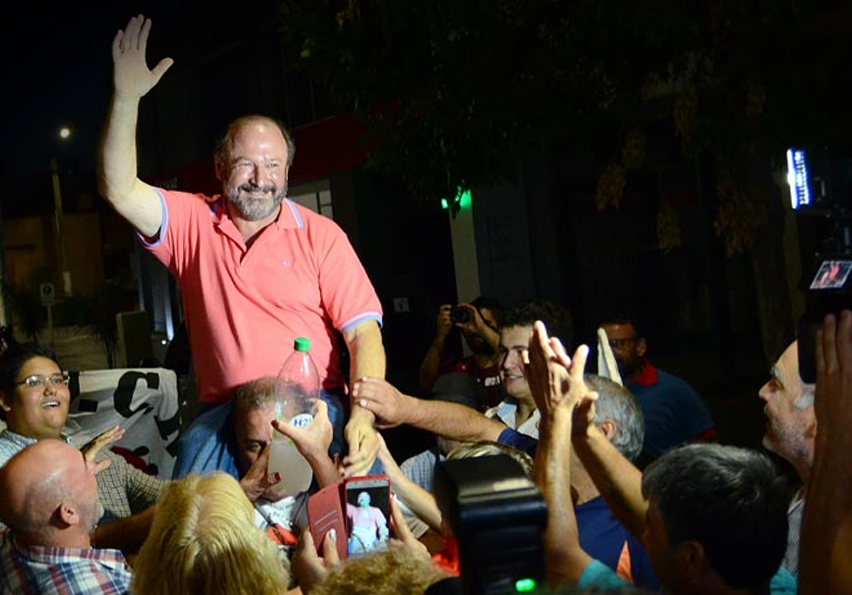
Kroneberger celebra con sus partidarios después de su victoria ante Carlos Mac Allister en la interna gubernativa de Cambiemos, 17 de febrero de 2019.

Dentro del espacio opositor, a lo largo del año 2018, se confirmó la precandidatura de Kroneberger, y posteriormente las precandidaturas de Juan Carlos Marino y Francisco Torroba, quienes ya habían competido previamente por la gobernación. El radicalismo enfrentaría una primaria obligatoria contra la Propuesta Republicana (PRO) en febrero de 2019 dentro de la alianza Cambiemos, que postulaba a Carlos Mac Allister, por lo que se realizaron discusiones internas a fin de garantizar la unidad partidaria de cara a la competición con Mac Allister. Finalmente, el 5 de diciembre de 2018, se confirmó el retiro de candidaturas de Marino y Torroba en favor de Kroneberger. Kroneberger eligió a Martín Berhongaray como compañero de fórmula y precandidato a vicegobernador, pero este se retiró de la contienda poco antes del cierre de listas, por lo que finalmente la candidatura recayó en Luis Evangelista (Secretario de Hacienda de Santa Rosa 2008-2011 y 2015-2019). Mac Allister, precandidato del PRO, inició formalmente su campaña el 23 de diciembre, secundado por Juan Carlos Passo. Kroneberger solicitó a sus seguidores que «respetaran» la campaña de su competidor interno, afirmando que «él no es el enemigo», y centró su discurso en buscar lo que tituló un «modelo de desarrollo», que planificara el diseño de ciudades modernas, y apostara al empleo privado. A pesar de su discurso conciliador, el sector del radicalismo que respondía a Kroneberger se consideraba uno de los más refractarios con respecto al gobierno macrista.
La campaña electoral para las primarias obligatorias se vio en gran medida provincializada, con escasa intervención del gobierno de Mauricio Macri. El sistema de primarias obligatorias para la gobernación solo afectaba a las alianzas que disputaran internas. El justicialismo resolvió a su candidato por consenso y solo disputó internas a nivel municipal, mientras que Cambiemos fue la única alianza con una competencia entre dos candidatos. Aunque La Pampa representa una proporción muy baja del padrón electoral nacional, la elección despertó cierto interés por ser la primera que se realizaba en el año electoral. Finalmente, el resultado fue un aplastante triunfo para la fórmula Kroneberger-Evangelista con el 65,66% de los votos contra el 34,34% del binomio Mac Allister-Passo, imponiéndose en casi toda la provincia. Kroneberger declaró ante los medios la noche de su triunfo que agradecía a los pampeanos que colaboraron en fortalecer su candidatura, y expresó que su objetivo sería lograr una alternancia de poder en la provincia y darle un nuevo gobierno a los pampeanos. Recibió felicitaciones de parte del Comité Nacional de la Unión Cívica Radical y del presidente del mismo, Alfredo Cornejo.
El resultado de la interna pampeana fue objeto de escrutinio mediático a nivel nacional e implicó un fuerte renacimiento para el radicalismo dentro de la coalición oficialista, llegando a especularse la posibilidad, hasta entonces no barajada, de que presentara un precandidato propio en las elecciones primarias presidenciales para competir contra el presidente en ejercicio Mauricio Macri. A pesar de estas afirmaciones, la victoria de Kroneberger fue relativizada por varios analistas, que afirmaron que su victoria era obvia por la considerable desigualdad entre el aparato partidario del radicalismo, que se encolumnó en torno al precandidato, y el recientemente fundado PRO. Otros factores citados fueron la impopularidad de Macri, el clima al momento de las elecciones,. y la posibilidad de que la dirigencia justicialista haya recomendado a militantes votar por Kronenberger para provocar una reacción negativa al espacio del presidente.
Las elecciones generales tuvieron lugar el 19 de mayo. Si bien el equipo de Kroneberger tenía la esperanza de obtener adhesiones en base al triunfo en las primarias, finalmente Ziliotto resultó elegido gobernador con el 52,68% de las preferencias, mientras que Kroneberger recibió solo el 31,80% y se impuso únicamente en el departamento Guatraché.

### Senador Nacional (2021-actualidad)
Fue electo Senador Nacional en las Elecciones legislativas de Argentina de 2021 ese año la alianza que integraba, Juntos por el Cambio ganó en varias provincias del país.